# Canton de Fort-de-France-1
Le canton de Fort-de-France-1 est une ancienne division administrative française située dans le département et la région de la Martinique.

## Géographie
Le canton de Fort-de-France-1 faisait partie de l'arrondissement de Fort-de-France. C'était l'un des dix cantons correspondant à une partie de la commune de Fort-de-France.

## Histoire
À la suite des élections territoriales de décembre 2015 concernant la collectivité territoriale unique de Martinique, le conseil régional et le conseil général sont remplacés par l'assemblée de Martinique. De fait, les cantons disparaissent.

## Représentation
| Période                                                 | Période | Identité                  | Étiquette    | Qualité |
| ------------------------------------------------------- | ------- | ------------------------- | ------------ | --- |
| 1959                                                    | 1967    | Camille Petit             | UNR          | Médecin Député (1967-1986) Maire de Grand'Rivière (1959-1965) Maire de Sainte-Marie (1969-1983) Président du Conseil Régional (1974-1983) |
| 1967                                                    | 1979    | Léon-Laurent Valère       | DVD puis UDF | Avocat puis magistrat |
| 1979                                                    | 1985    | Max Elizé (1928-1998)     | UDF          | Chef d'entreprise Président de la Chambre de commerce et d'industrie Membre du Conseil Economique et Social                               |
| 1985                                                    | 2008    | Claude Cayol              | PPM          | Professeur d'éducation physique Conseiller régional                                                                                       |
| 2008                                                    | 2015    | Jean-Michel Jean-Baptiste | PPM          | Secrétaire général de l'Union des travailleurs du port, adjoint au maire de Fort-de-France                                                |
| Les données antérieures ne sont pas encore mentionnées. |         |                           |              | |

## Composition
Le canton de Fort-de-France-1 se compose uniquement d'une partie de la commune de Fort-de-France et compte 7 036 habitants (population municipale) au 1er janvier 2012,.

## Démographie
| 1961 | 1967 | 1974 | 1982 | 1990 | 1999  | 2006  | 2009  | 2012  |
| ---- | ---- | ---- | ---- | ---- | ----- | ----- | ----- | ----- |
| -    | -    | -    | -    | -    | 7 781 | 7 018 | 6 823 | 7 036 |